# Заласабар
Заласабар (мађ. Zalaszabar) је насеље у западној Мађарској. Залаиштванд је мање насеље у оквиру жупаније Зала

## Географија

### Локација
Залазабар се налази на западној обали Малог Балатона, 22 километра југозападно од Балатона и Кестхеља, 20 километара југозападно од Хевиза, 10 километара северно од Залакароша, 28 километара североисточно од Нађканиже, са шумовитом околином.
Њена главна улица је пут 7522 између Галамбок-Залаапати, од којег се у центру одваја према западу, пут 7525 у правцу Ороштонија и Килимана, а пут 7512 из правца Залавара се улива у њега на северном делу улице а пут 7512 са истока.

## Историја
Заласабар се у старим списима помиње као Забар (не мешати са Забаром у округу Ноград). У последње време извршен је велики број археолошких ископавања на међи села. У околини су откривени вредни налази, што доказује старину насеља. У време освајања било је насељено место.
Део цркве, који постоји и данас, је саградио Бан Бузад (касније Болдог Бузад) 1230-их, ова зграда сада служи као сакристија. Цела црква, која је свој данашњи облик добила после турске окупације, је споменик.
У овим пределима се од давнина производе одлична вина. Током 1890-их, Сабар вино је награђено златном медаљом на Светској изложби вина у Лондону. Његови становници су се одувек бавили земљорадњом, узгојем усева, сточарством, риболовом због близине реке Зале, шумарством због великих шумских пространстава, а престижно гајење грожђа и вина давало је средства живот становништву.
Од 1990. године у унутрашњости села је у потпуности развијена комунална мрежа. Изграђена је нова школа која по подацима из 2003. године има 170 деце. (Овим управља Епархија Капошварска.) До 2003. године радила је са независним градоначелником. Од тада је основана окружна матична служба у општини Ороштон са седиштем у Сабарију.

## Становништво
У време пописа 2011. године, национална дистрибуција је била следећа: Мађари 93,5%, Роми 3,14%, Немци 2,2%. 
По вероисповести 85,9% становника се изјаснило као римокатолици, 0,72% као реформисани, 0,54% као евангелисти, а 2,7% као неконфесионални (9,2% се није изјаснило).